# Julija Sokołowśka
Julija Serhijiwna Sokołowśka, ukr. Юлія Сергіївна Соколовська (ur. 12 kwietnia 1985) – ukraińska urzędniczka państwowa, w latach 2019–2020 minister polityki społecznej.

## Życiorys
Absolwentka Kijowskiego Narodowego Uniwersytetu Ekonomicznego im. Wadyma Hetmana oraz Narodowej Akademii Administracji Publicznej przy Prezydencie Ukrainy. Pracowała w administracji publicznej, od 2014 na wyższych stanowiskach urzędniczych. Kierowała departamentami w resorcie rozwoju gospodarczego i handlu oraz w resorcie finansów, a także w urzędzie gabinetu ministrów. Pełniła również funkcję doradczyni ministra finansów. Odpowiadała też za strategię projektu dotyczącego e-zdrowia prowadzonego przez USAID i Deloitte.
W sierpniu 2019 w nowo powołanym rządzie Ołeksija Honczaruka objęła stanowisko ministra polityki społecznej. Zakończyła urzędowanie wraz z całym gabinetem w marcu 2020.